# ジャン＝リュック・デハーネ
ジャン＝リュック・デハーネ（フランス語：Jean-Luc Dehaene、1940年8月7日 - 2014年5月15日）は、ベルギーの政治家。第63代ベルギー首相を務めた。